# اولیویا کارنگی-براون
اولیویا کارنگی-براون (انگلیسی: Olivia Carnegie-Brown؛ زادهٔ ۲۸ مارس ۱۹۹۱) ورزشکار روئینگ اهل بریتانیا است.
وی در مسابقات کشوری و بین‌المللی در مجموع برندهٔ ۱ مدال طلا، ۳ مدال نقره، ۱ مدال برنز شده‌است.